# Далше

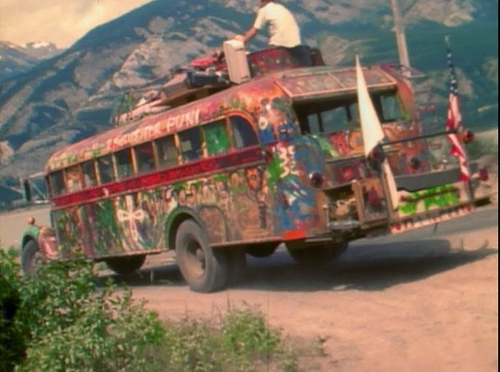
Оригинальный Далше Кена Кизи.

«Да́лше» (англ. Furthur) — название путешествия и транспортного средства членов известной неформальной субкультурной коммуны, Весёлых проказников, существовавшей в период с 1960 по 1970 годы в Соединённых Штатах Америки.
Автобусное путешествие по маршруту от Ла-Хонды (штат Калифорния) до Нью-Йорка (штат Нью-Йорк) и обратно, произошедшее в 1964 году, сыграло решающую роль в вопросе окончательного формирования коммуны, а транспортное средство стало культовым предметом коммуны, её ключевым символом, своеобразной «визитной карточкой». «Далше», помимо прочего, некоторыми критиками называется «магическим» и «самым известным хипповым автобусом».

## Этимология названия
Furthur — это неправильное написание английского слова «Further» ['fɜːðə] (что означает «дальнейший, добавочный»). В русском переводе «Электропрохладительного кислотного теста» 1996 года В. И. Коганом передано как «Далше» — вариант написания слова «Дальше» без мягкого знака. Самими Весёлыми Проказниками данное слово было выбрано, чтобы показать конечный пункт назначения путешествия.

## Идея путешествия
«Биограф» Весёлых проказников, американский журналист и писатель Том Вулф, в документальной книге «Электропрохладительный кислотный тест» (англ. The Electric Kool-Aid Acid Test, 1968, рус. перевод 1996), отмечает, что авторство проказы (под данным словом члены коммуны понимали различные безумные, на их взгляд, идеи, что приходили им в голову) доподлинно определить невозможно, но связывает её с Кеннетом Баббсом (англ. Ken Babbs), офицером морской пехоты США, с которым основатель коммуны Веселых Проказников, Кен Кизи, познакомился на творческом писательском семинаре в Стенфорде.
Точно не знаю, кому из Веселых Проказников пришла идея в голову насчет автобуса, но и здесь чувствуется почерк Бэббса. Во всяком случае, это была суперпроказа. Первоначальная фантазия, возникшая весной 1964 года, состояла в том, что Кизи и четыре-пять его спутников раздобудут многоместный автомобиль фургонного типа и отправятся в Нью-Йорк на Всемирную ярмарку.
В книге «Runaways» (2006) Карен Сталлер (англ. Karen M. Staller) отмечает, что истинную причину путешествия определить достаточно сложно, потому что поводов у них [у Кизи с Проказниками] было предостаточно. Элизабет Оукс (англ. Elizabeth Oakes), однако, выдвигает идею, что причиной поездки могла стать готовящаяся к публикации книга Кизи «Порою блажь великая» (англ. Sometimes a Great Notion, 1964, рус перевод 2006). Более «поэтически» к вопросу целей Проказников подошёл Дэвид Мансур (англ. David Mansour), обозначивший распространение любовного послания (и галлюциногенных чудес ЛСД, впрочем) людям как основную цель поездки.

## Первый автобус
Первый «Далше», на котором было совершено основополагающее для коммуны путешествие, был приобретен Кеном Кизи за 1500 долларов США по объявлению в газете у некого Андре Хобсона (англ. Andre Hobson) (несмотря на устоявшееся мнение по вопросу стоимости автобуса, некоторые исследователи отмечают иную цифру — 1250 долл.). Это был школьный автобус International Harvester 1939 года выпуска. Именно этому автобусу, по мнению обозревателя портала «The Truth About Cars» Пола Нидермейера (англ. Paul Niedermeyer), отводится роль «праотца феномена хиповских Фольксваген-автобусов».

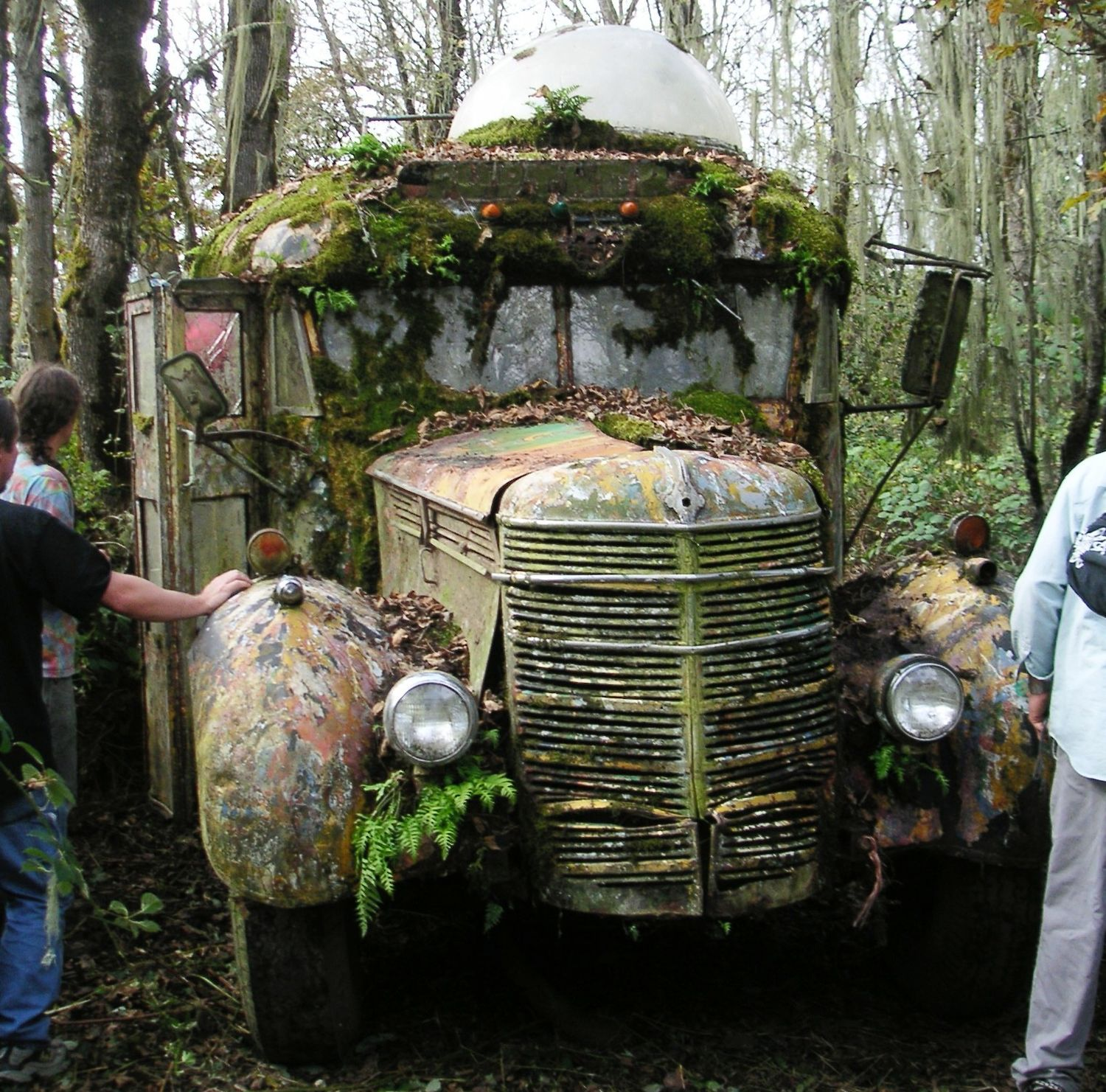
Заброшенный Далше, март 2010 года.

В крыше автобуса была вырезана дыра для переоборудования последнего под музыкальные нужды — для возможности музицировать на свежем воздухе. Были установлены наружные динамики и микрофоны для возможности записи происходящего как вне, так и внутри автобуса. Также была разработана система аудиозаписи с запаздывающей звуковой дорожкой — с её помощью становилось возможным услышать произнесённое (или сыгранное) через некоторое время. Основная идея технической оснастки автобуса заключалась в том, чтобы в течение всей поездки ни один звук не пропал и был записан на пленку. Так же автобус был оснащен спальными местами и небольшой кухней для более комфортного путешествия.
В доме Кизи в Ла-Хонде (в горах Санта-Круз, штат Калифорния), усилиями Весёлых Проказников автобус был расписан спектральными цветами — жёлтым, оранжевым, синим, красным и разнообразными узорами. В некоторых местах Роем Себёрном (англ. Roy Sebern) профессионально были нанесены различные мандалы. Его же кисти принадлежит непосредственно надпись «Further», символизирующая конечный пункт путешествия. Табличка сзади автобуса гласила: «Осторожно: Потусторонний Груз».
Веселые Проказники предприняли два испытательных выезда на первом автобусе «Далше» — первая поездка была в Северную Калифорнию (северная часть штата Калифорния, не путать с Северной (Нижней) Калифорнией (исп. Baja California), штатом в Мексике), вторая — по окрестностям Ла-Хонды.
Автобус «Далше» был единственным средством передвижения членов коммуны, фигурируя практически в каждом значимом событии периода её существования. Последняя поездка на нём была предпринята в 1969 году Веселыми Проказниками (за исключением отошедшего от дел коммуны Кизи и погибшего Кэссиди)

## Персоналии
Когда летом 1964 года Автобус отъехал из Ла-Хонды, в салоне находились:
- Кен Кизи
- Нил Кэссиди (бо́льшую часть путешествия он был водителем[16])
- Кеннет Баббс (англ. Ken Babbs)
- Пейдж Браунинг (англ. John Page Browning)
- Джордж Уокер (англ. George Walker)
- Сэнди Леманн-Хаупт (англ. Hellmut Alexander Lehmann-Haupt[17])
- Джейн Бёртон
- Майк Хейджен (в ходе путешествия большую часть времени занимался киносъёмкой)
- Рон Бевёрт (в ходе путешествия был техником по многочисленной аппаратуре в Автобусе)
- Чак Кизи (англ. Chuck Kesey, брат Кена Кизи)
- Дэйл Кизи (англ. Dale Kesey, кузен Кена Кизи)
- «Братец Джон» (полное имя не сохранилось)
- Стив Ламберт
- Пола Сандстен

Имя ещё одной девушки, находившейся в Автобусе, не сохранилось. Том Вулф описал её так: 
Она была полной противоположностью Полы Сандстен. Худая, с длинными черными волосами, она могла минуту побыть угрюмой и молчаливой, а ещё через минуту — внезапно разволноваться и начать беситься. Красоты в ней было примерно столько же, сколько в какой-нибудь телевизионной колдунье.
Список персоналий составлен на основе «Электропрохладительного кислотного теста» Вулфа и первого выпуска журнала Beatdom (англ. Beatdom).

## Поездка
В хронологическом порядке ниже указаны города и населённые пункты, через которые проехал в ходе путешествия автобус.

Все цитаты, указанные в данном подразделе статьи, взяты из книги Тома Вулфа «Электроплохладительный кислотный тест»
- Ла-Хонда, штат Калифорния

Место начала поездки, время отбытия — 14 июня 1964 года.
- Сан-Хосе, штат Калифорния

К тому моменту, как они попали в Сан-Хосе, до которого едва ли наберется тридцать миль пути, уже в немалой степени была создана атмосфера всего путешествия. Была ночь, большинство путешественников уже одурели, а автобус сломался.
- Сан-Хуан-Капистрано, штат Калифорния

Прежде чем отправиться через всю страну на восток, они остановились у Бэббса в Сан-Хуан-Капистрано под Лос-Анджелесом. Там у Бэббса и его жены Аниты был дом.
- Уикап (англ. Yucaipa), штат Калифорния

На второй день они добрались до Уикапа — древнего оазиса Древнего Запада посреди пустыни Аризона у Дороги 60.
- Финикс, штат Аризона

 <…> когда они попали в Финикс. Это было во время предвыборных волнений 1964 года, и попали они как раз в родной город Барри Голдуотера, поэтому вывесили на автобусе лозунг: «Голосуйте за Барри — со смеху помрете». 
- Хьюстон, штат Техас

<…> наконец они въезжают в Хьюстон и направляются к дому Ларри Макмёртри.
- Нью-Орлеан, штат Луизиана

В Нью-Орлеане они вздохнули с облегчением, выйдя из автобуса и прогулявшись по Французскому кварталу, а потом вдоль причалов — в своих рубахах в красно-белую полоску и светящихся масках, прикалывая по дороге народ.
- Пенсакола, штат Флорида

Пенсакола, Флорида, сто десять градусов. У приятеля Бэббса есть домик на берегу океана, и они там останавливаются, но океан не приносит никакого облегчения.
- Нью-Йорк, штат Нью-Йорк

Конечный пункт поездки, время прибытия — середина июля 1964 года.

До Нью-Йорка они добрались в середине июля, примчавшись туда во весь опор, точно скаковые лошади на последней прямой.

#### Пребывание в Нью-Йорке

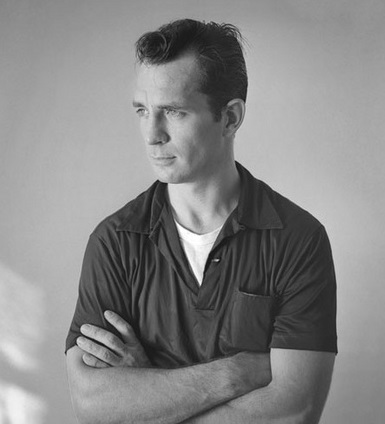
Джек Керуак

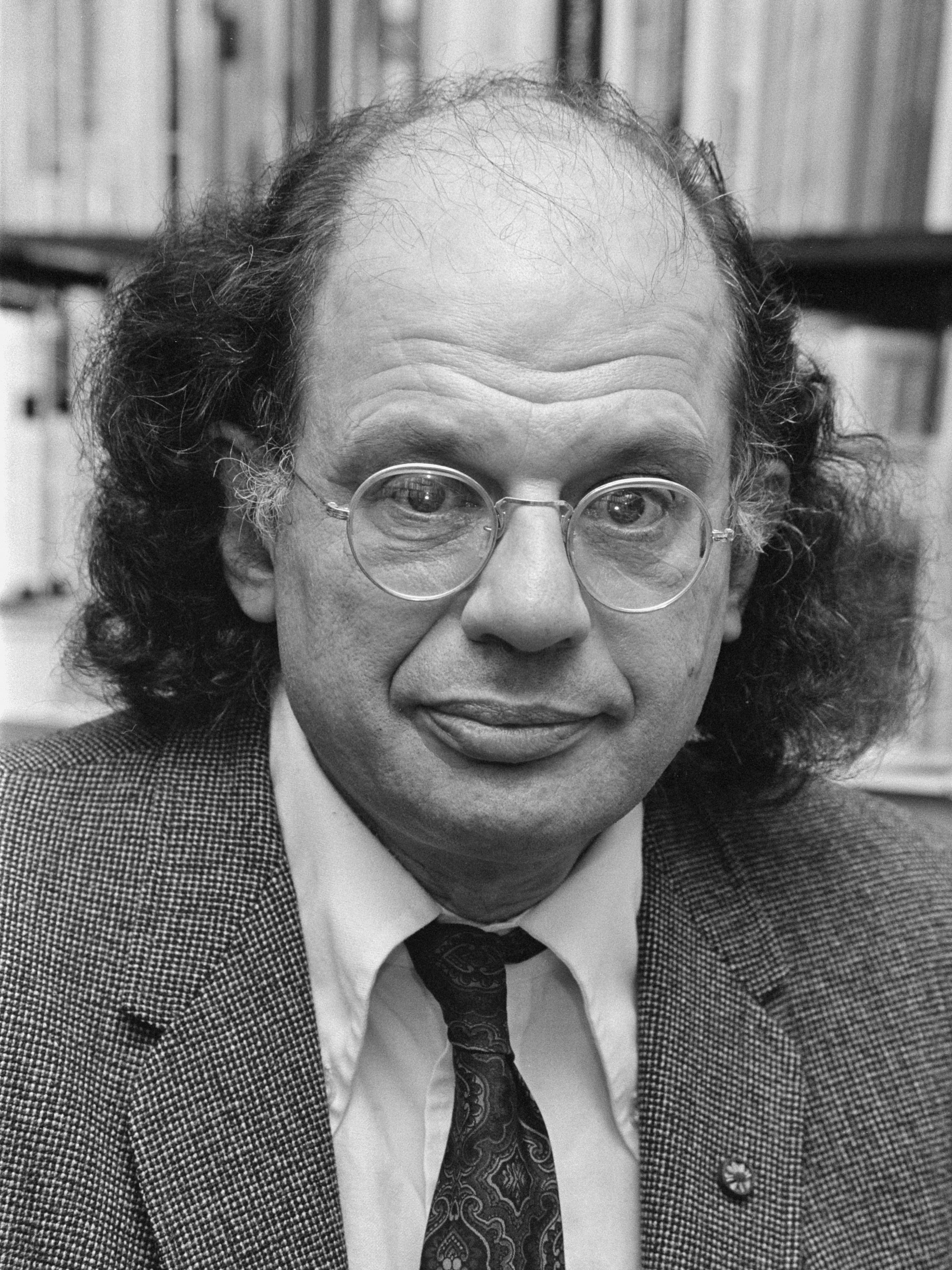
Аллен Гинзберг, 1979 год

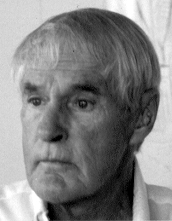
Тимоти Лири

В городе-конечном пункте своего путешествия, Веселые Проказники встретились с несколькими известными людьми. Среди них были друзья Нила Кэссиди Джек Керуак и Аллен Гинзберг.

Эта первая встреча походила скорее на прощание. Керуак был старой, давно взошедшей звездой. Кизи был новой яркой кометой, бешено мчавшейся бог знает куда.—  Т. Вулф, Электропрохладительный кислотный тест
Стоит отметить, что под словами «первая встреча» Вулф подразумевает первую встречу Кизи с Керуаком, которая, к слову, последнему не пришлась по вкусу. Следующим образом в предисловии к книге Кена Кизи «Над кукушкиным гнездом» (англ. One Flew Over the Cuckoo’s Nest, 1962, рус. перевод 1993) Валерий Нугатов её описывает:

Уже в Нью-Йорке Кэссади познакомил Кизи с Гинзбергом и Керуаком. Гинзберг пришёл в восторг от увиденного, но Керуак отнесся к этому представлению скептически. Видимо, от так и не смог осознать всю глубину и новизну изменений, стремительно происходивших в глубине общества, и навсегда остался убежденным хипстером. Возможно также, Кизи и Керуак просто не подходили друг другу по темпераменту.
Не менее важной частью поездки была встреча Проказников с Тимоти Лири и его Лигой духовного развития (англ. League for Spiritual Discovery), произошедшая в Миллбруке (англ. Millbrook), штат Нью-Йорк. В викторианском особняке, где находилась Лига, Веселые Проказники так же встретились с видными учеными в области психоделиков — Ральфом Метцнером (англ. Ralph Metzner) и Ричардом Алпертом, однако ни они, ни сам Лири не оказали им «теплого» приема.

Алперт окидывает взглядом автобус, качает головой и произносит: «Кен-н-н-н Ки-и-и-изи…» — словно говоря: «Так и знал, что ты станешь автором этой студенческой проказы». Настроены они дружески, но как-то все здесь, братва … сухо, что ли. <…> От всех исходят одни и те же… флюиды: «Здесь у нас происходит нечто довольно серьёзное, мы занимаемся медитацией, а вы, калифорнийские полоумные, вносите ненужную суету».—  Т. Вулф, «Электропрохладительный кислотный тест»
Вулф отмечает, что Веселые Проказники ждали встречи Кизи и Лири, между собой называя её «исторической», но последняя не состоялась из-за занятости Лири. Нугатов же отмечает, что она все-таки произошла.

Лири ненадолго вышел к Проказникам, посидел с ними пару минут в автобусе и, сославшись на напряженный график научной работы, вскоре их покинул.—  В. Нугатов, «Сны Орегона»
Стоит так же отметить, что в Миллбруке количество пассажиров в Автобуса изменилось — появилась девушка по имени Кэтти, которую присоединиться к компании пригласил Стив Ламберт во время остановки в Нью-Йорке. Из-за эпизода, когда Проказники пребывали на водопаде в районе особняка Лиги Духовного Развития, и промокшие бикини Кэтти «элегантнейшим образом облепили её тело», она получила прозвище «Чувственная Икс».
Помимо этого, в Нью-Йорке осталась Джейн Бёртон, в обратный путь с Проказниками не отправившись.
На этом этапе основная часть Автобусного Путешествия закончилась, и Веселые Проказники поехали назад. Впрочем, между собой они предпочитали слову «назад» слово «далше».

#### Обратная дорога
В хронологическом порядке ниже указаны города и населённые пункты, через которые проехал в ходе обратной дороги Автобус.

Все цитаты, указанные в данном под-подразделе статьи, взяты из книги Тома Вулфа «Электроплохладительный кислотный тест»

Обратно они поехали северным путём — через Огайо, Индиану, Иллиноис, Висконсин, Миннесоту, Южную Дакоту… 
- Калгари, Канада

Потом автобус направляется в Канаду, в Калгари; они хотят поспеть на конно-спортивный праздник.
В данном месте пребывания Проказников Майк Хейджен «<…>возвращается в автобус в сопровождении миленькой девочки<…>». По всей видимости из-за того, что она не представилась остальным пассажирам, её нарекли «Анонимной».
- Бойсе, штат Айдахо

Теперь — в Бойсе, штат Айдахо, и всю дорогу — Кизи с Бэббсом на крыше автобуса с флейтами безжалостно играют на народе Америки, когда он толпится вокруг автобуса, и даже имеют большой успех.
- Биг-Сюр, штат Калифорния

Кизи объявляет, что они <…> едут в Исаленское общество, что в Биг-Суре, в четырёх часах езды к югу.
Институт Эсален — курорт и институт на отвесной скале, куда Кизи пригласили провести семинар «Полет с Кеном Кизи». «Полет в Сейчас» — теория гештальтпсихолога Фрица Перлза, заключавшаяся в том, что большинство людей живут воображаемой жизнью — и необходимо научиться жить в Сейчас, чтобы полностью познать своё тело и всю информацию, поступающую от органов чувств, и, отбросив подальше страхи, завладевать мгновением. Так же «Полет в Сейчас» — упражнение, в ходе которого необходимо попытаться описать информацию, поступающую в данный момент от органов чувств.
- Монтерей, штат Калифорния

Проказники едут на автобусе в Монтеррей посмотреть фильм Ночь игуаны.

Здесь же, в Монтерее, Сэнди был задержан полицией и попал в тюрьму, откуда приехавший брат Крис увез его лечиться в Нью-Йорк. В Ла-Хонду с Веселыми Проказниками летом 1964 Сэнди не вернулся.
- Ла-Хонда, штат Калифорния

Они сели в автобус и направились обратно в Ла-Хонду, покинув старый летний Биг-Сур, сковавший их всех своей солнечной погодой <…>

## Влияние «Далше» на формирование коммуны
Автобусное путешествие закончилось, сформировав основной состав коммуны Веселых Проказников и определив большую часть их мировоззренческих идей. Поездка сблизила пассажиров автобуса, планомерно отсеяв тех, кто не разделял взглядов идейного Проказника Кена Кизи, и создала сплочённую группу единомышленников, став «первой главой» в истории коммуны. По возвращении в Ла-Хонду Веселые Проказники окончательно приняли Кизи как своего духовного лидера, учителя, а себя — как его учеников. Описывая влияние Кизи на членов поездки, Том Вулф цитирует Йоахима Ваха:

Обретя опыт нового глубокого восприятия, проливающего новый свет на мир, основатель — весьма обаятельный человек — начинает вербовать учеников. Его сторонники образуют неофициальную, но характеризующуюся тесными узами организацию, членов которой связывает между собой тот опыт нового восприятия, природу которого открыл и истолковал учитель.<…> Учеников можно назвать товарищами основателя, привязанными к нему самозабвенной любовью, преданностью и дружбой. <…> 
Все идеи и взгляды, рождённые в автобусном путешествии 1964 года, нашли своё продолжение в эпоху расцвета коммуны Веселых Проказников, неразрывно связанную с духовным лидером группы — Кеном Кизи. Подробнее эта тема рассмотрена в статье Весёлые Проказники.

## Второй автобус

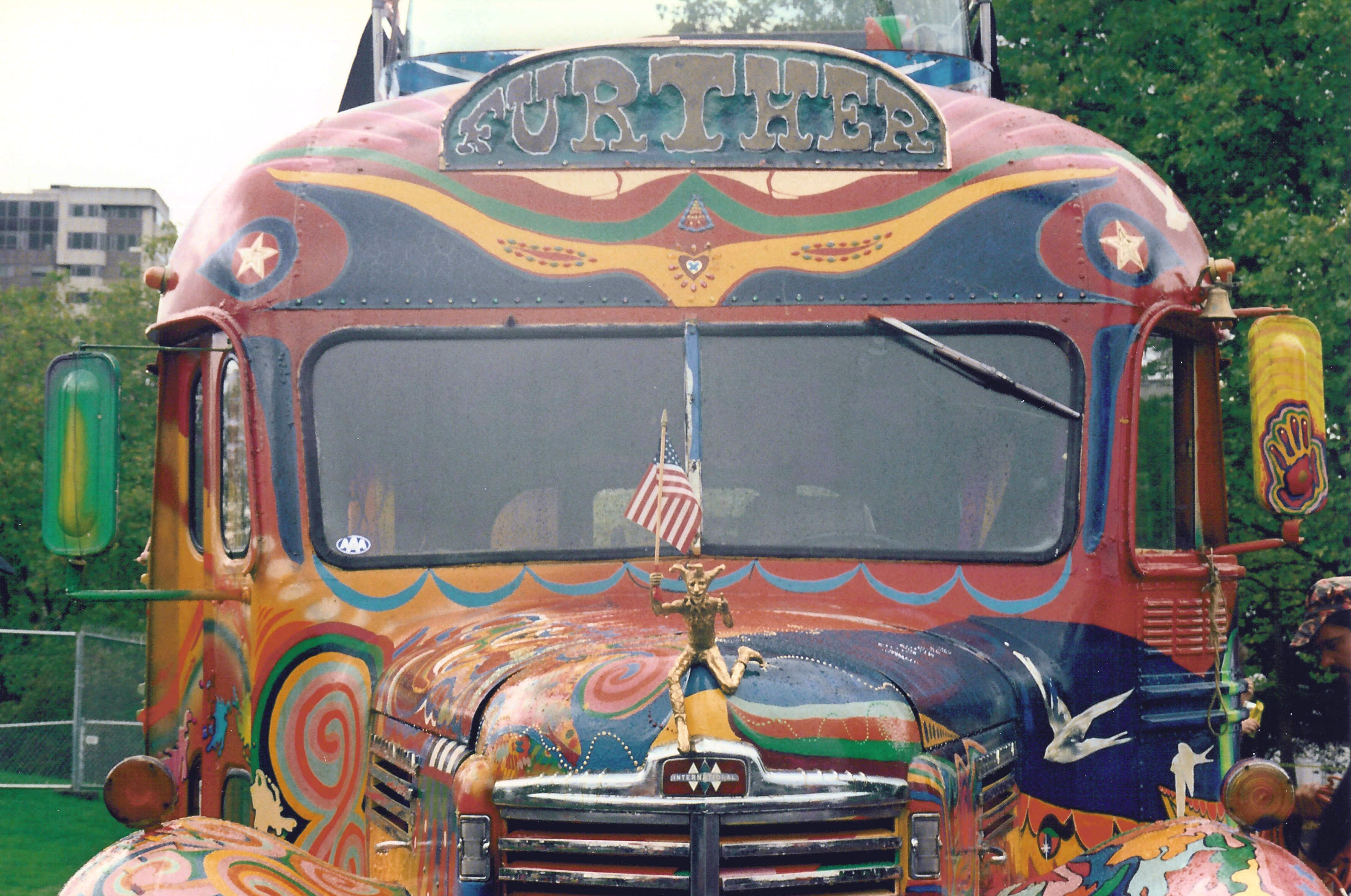
Вид спереди

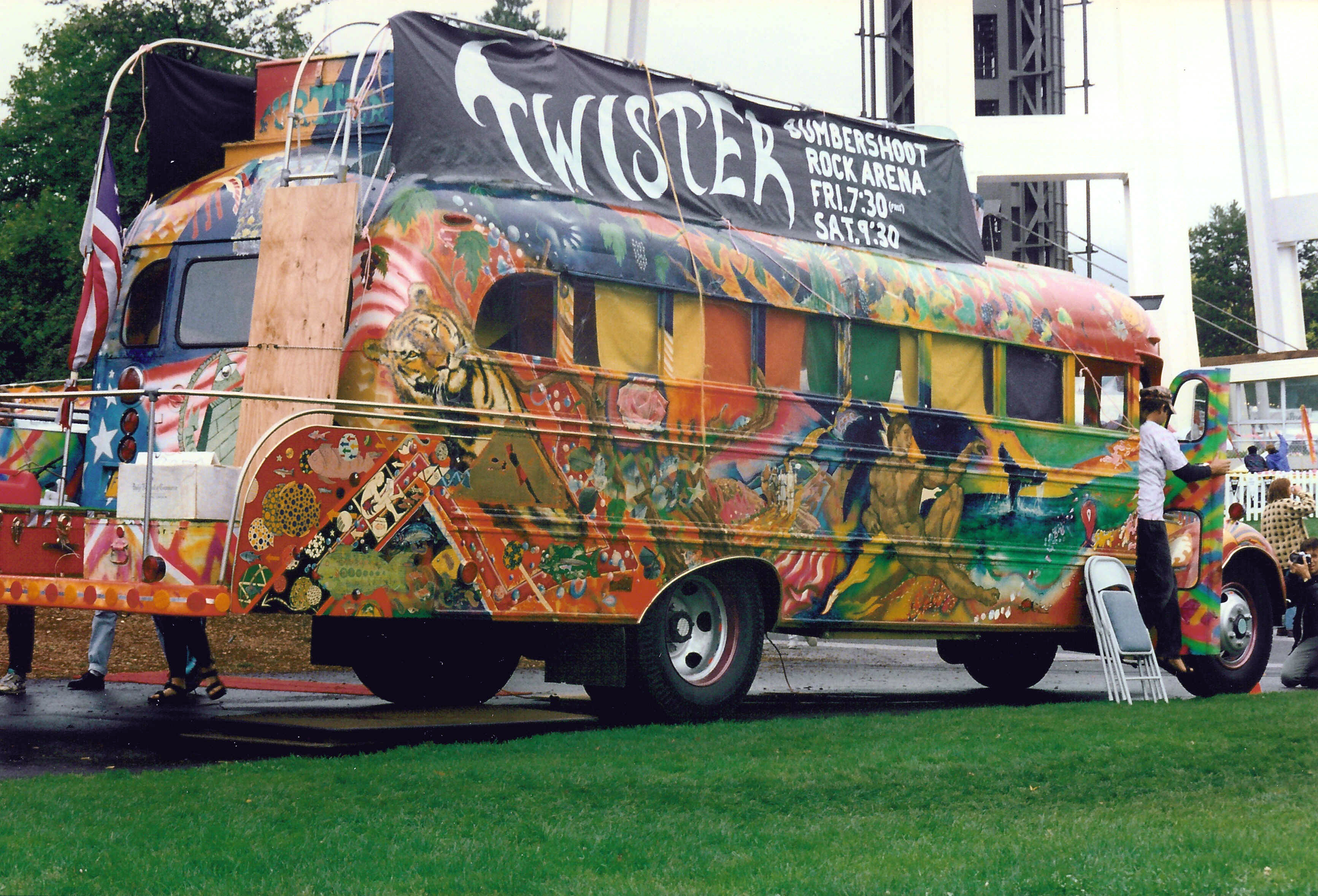
Вид сбоку

Иллюстрации к данной главе — фотографии второго автобуса «Далше», датированные 1999 годом.
Второй автобус был приобретен Кеном Кизи в 1989 году, в период возрождения интереса к контркультуре и ценностям шестидесятых. Модель автобуса — International Harvester 1947 года. Автобус был аналогично назван «Далше».
Документальных описаний поездок на втором автобусе не сохранилось. В итоге он повторил судьбу своего предшественника и оказался припаркованным на ферме Кизи, где и ржавел вплоть до 1995 года. Следующим образом последнюю поездку второго автобуса описал Валерий Нугатов:

<…>в 1995 году, когда Тимоти Лири узнал, что смертельно болен раком, он решил пригласить к себе старых знакомых и по-дружески проститься с ними перед последним «бестрепетным трипом» на тот свет. Кизи и Проказники вновь собрались вместе, отыскали на болотистом пастбище проржавевший автобус «Далше», заново его разукрасили и, как в былые времена, отправились на фестиваль «Hog Farm Pig-Nick».
Дальнейшие поездки на втором автобусе «Далше» так же документально нигде не зафиксированы. Известно только то, что он был возвращен на ферму Кена Кизи в Плезант-Хилле (штат Орегон), и остается там по сей день.

## «Далше» в литературе, кинематографе и компьютерных играх
Помимо «Электропрохладительного кислотного теста» Тома Вулфа, автобусному путешествию Весёлых проказников посвящены следующие книги:
- On the Bus: The Complete Guide to the Legendary Trip of Ken Kesey and the Merry Pranksters and the Birth of the Counterculture / Paul Perry; — Thunder’s Mouth Press. 1990.-195p. ISBN 978-0-938410-91-1
- The Further Inquiry / Ken Kesey; — Viking Adult. 1990.-256p. ISBN 978-0-670-83174-6
- Фильм-мюзикл режиссёра Джули Теймор, «Через Вселенную», несколькими аспектами сюжета отсылает к Кену Кизи и автобусу «Далше».
- На 2011 год режиссёром Гасом Ван Сентом запланирована[25] экранизация «Электропрохладительного кислотного теста» Вулфа.
- В компьютерной игре Fallout of Nevada есть случайная встреча «Далше», в которой игрок находит красочно расписанный автобус, а рядом с ним — сундук с марками (отсылка к маркам с ЛСД).